# Raymond Monange
Raymond Monange, est un malfaiteur français puis un membre de la Carlingue (Gestapo française) né le 30 juin 1913 à Paris et mort le 14 mars 1952 au Fort de Montrouge à Arcueil (Seine) surnommé la « Soubrette ».

## Biographie
Peintre en bâtiment dans ses jeunes années à Montreuil. Il y est connu comme malfaiteur en 1931, il est condamné pour proxénétisme. 
Après la fin de la « drôle de guerre », il fait son entrée dans la bande à Henri Lafont du 93 et participe, comme cadre, à la création de la « Brigade nord-africaine, BNA », sous les ordres de Lafont, et équipé par Joseph Joanovici, aux exactions, sous l’uniforme allemand, contre les maquis de Tulle, Limoges et Périgueux.
Le départ de Paris a lieu le 11 mars 1944 et la légion est divisée en cinq sections, une vers Montbéliard, l’autre sur Périgueux commandée par Alexandre Villaplane, ancien capitaine de l'Équipe de France de football, qui était à l'époque équivalent d'un Michel Platini ou d'un Zinédine Zidane et les trois dernières sur Tulle sous le commandement de Lafont, le groupe de Tulle auquel appartenait Monange est cantonné à l’hôtel Saint Martin ou il mène des interrogatoires et des tortures avec une grande brutalité et férocité. Raymond Faro fut torturé dans se lieu il eut les tendons d’Achille coupés pour empêcher toute tentative de fuite. Trainé devant le peloton, il fut exécuté sommairement le 2 avril 1944 dans la cour de la prison de Tulle avec cinq autres résistants, en représailles à l’Embuscades de Cornil.
Monange quitte Tulle, à la fin mai 1944, sur l’ordre de Lafont pour arriver à Périgueux, et prend le commandement de la légion nord-africaine, comme lieutenant, en remplacement de Villaplane.
Il sert aussi d’auxiliaire à la Gestapo sous les ordres de Michaël Hambrecht qui est installé 1, place du Théâtre, à Périgueux et qui commande à une quinzaine d'agents allemands, roumains ou autrichiens et recourent volontiers à la torture.
Le 20 juin 1944 au Château-l'Évêque et à La Chapelle-Gonaguet plusieurs patriotes sont arrêtés en présence de Raymond Monange. 
Courant août 1944, Raymond regagne Paris et reprend son petit commerce. Muni d'une fausse carte d'identité et de résistant, il se sent tranquille. Il est arrêté pour ses activités de proxénète à son domicile par la police, le 31 octobre 1946. Il tente de faire usage de son arme et oppose une vive résistance aux agents chargés de l'arrêter. Il exhibe ses fausses cartes mais est incarcéré. 
Arrêté un peu par hasard, il est identifié et inculpé pour intelligence avec l’ennemi. Il est transféré à la prison de Fresnes dans l’attente de son procès. Il est condamné à mort. Le recours en grâce de Raymond sera introduit le 27 juin 1949. Vincent Auriol, Président de la République, qui a eu à connaître des méthodes de la rue Lauriston, refuse la grâce le 27 février 1952, il est fusillé au fort de Montrouge, le 13 mars 1952 en même temps que son complice Abel Danos.
Obséquieux envers Abel Danos dit « Le Mammouth », dans le milieu, on appelait Raymond : « La Soubrette »,,,,,,